# Царска аутократија
Царска аутократија  (руски: царское самодержавие) је облик аутократије (касније апсолутне монархије) својствен Великој Кнежевини Москви, која је касније постала Руско царство и Руска империја. У њој, сву власт и богатство контролише (и дистрибуира) цар. Имали су више моћи од уставних монарха, који су обично законом додељени и избалансирани од стране законодавне власти; чак су имали и више ауторитета у погледу верских питања у поређењу са западним монарсима. У Русији је настала у време Ивана III (1462.-1505), а укинута је после Руске револуције 1917. године.

## Алтернативни називи
Овај систем је такође описан следећим терминима: царска аутократија, руска аутократија, московска аутократија, царски апсолутизам, империјални апсолутизам, руски апсолутизам, московски апсолутизам, московски деспотизам, руски деспотизам, царски деспотизам или царски деспотизам.

## Историја
Татарски јарам, монголске идеје и административни систем заслужни су за довођење културе која показује неке карактеристике оријенталног деспотизма у Русију. Апсолутизам се у Русији постепено развијао током 17. и 18. века, замењујући деспотизам Велике московске кнежевине. Иван III градио се на византијским традицијама и постављао темеље царској аутократији, систему који ће вековима управљати Русијом.
После периода нереда познатог као Време невоља, први монарх из династије Романов, Михаил I Фјодорович, на престо је изабран од стране Земског сабора (или "скупштине земље"). У време Михаелове владавине, када је династија Романов још увек била слаба, такви сабори су се сазивали сваке године. Међутим, династија Романов је учврстила апсолутну власт у Русији за време владавине Петра Великог, који је смањио моћ племства и ојачао централну власт цара, успостављајући бирократску државну службу засновану на Табели рангова, али теоретски отворену за све класе друштва, уместо местничества самоплемства које је Феодор III укинуо 1682. на захтев највиших бољара. Петар I је такође ојачао државну контролу над црквом (православном црквом). Петрова реформа је проузроковала низ револуција које су за циљ имале да врате снагу племства. Да би их окончала, Катарина Велика, чија се владавина често сматра врхунцем апсолутизма у Русији, 1785. године издала је Повељу џентријама, којом је правно потврдила права и привилегије које су стекли у претходним годинама, и Повељу градова, успостављањем општинске самоуправе. Ово је поставило моћне чланове друштва; међутим, у ствари, стварна власт почивала је на бирократији државе. То су изградили каснији цареви. Александар I основао је Државно веће као саветодавно законодавно тело. Иако је Александар II успоставио систем изабране локалне самоуправе (Земство) и независни правосудни систем, Русија није имала репрезентативну скупштину на националном нивоу (Думa) или устав до револуције 1905.. Систем је укинут након руске револуције 1917. године.

## Kaрактеристике
Сам цара, суверен апсолутном влашћу, стајао је у средишту царске аутократије. Права државне власти у потпуности су припадала цару. Аутократа је даље поверио власт особама и институцијама, које су деловале у његово име, по његовим налозима и у границама постављеним законом. Сврха система била је да наводно користи целокупној Русији. Постојала је метафора која је цара означавала као оца а све припаднике Царства као његову децу; ова се метафора појавила и у православним примерима.
Ова метафора присутна је у уобичајеном руском изразу "царь-батушка", буквално преведено "цар-драги отац".
Даље, за разлику од теоријског одвајања цркве и државе у западноевропским монархијама, Руско царство је комбиновало монархију са врховном влашћу у религијским питањима (за детаље видети црквену реформу Петра I и цезаропапизам).
Још једна кључна карактеристика везана за патримонијализам. У Русији је цар имао много већи удео државе (земље, предузећа итд.) од западних монарха.
Царска аутократија је имала много присталица унутар Русије. Главни руски заговорници и теоретичари аутократије су писац Фјодор Достојевски, Михаил Катков, Константин Аксаков, Николај Карамзин, Константин Побједоносцев  и Петар Семенов. Сви су тврдили да је снажној и просперитетној Русији потребан јак цар и да филозофије републиканизма и либералне демократије не одговарају Русији.

## Утицаји
Неки историчари виде традицију царске аутократије делимично одговорном за постављање темеља за тоталитаризам у Совјетском Савезу. Они традицију аутократије и патримонијализма виде као доминирајућу руску политичку културу вековима; на пример, Стивен Вајт је описан као "најдоследнији" бранилац става да је јединственост руског политичког наслеђа неодвојива од његовог етничког идентитета. По Вајтовом мишљењу, аутократија је најважнији фактор у историји руске политике. Написао је да је руска политичка култура „укорењена у историјско искуство вековног апсолутизма.“  Те ставове оспорили су други историчари, на пример, Николај Петро и Мартин Малија (као што наводи Хофман). Ричард Пајпс је још један утицајни историчар, који заступа став о различитости руске историје и политичког система, описујући апсолутизам московског политичког система као "патримонијалан", а стабилност Совјетског Савеза је видео у чињеници да су Руси прихватили легитимитет патримонијалне организације .
Неки историчари су указали на расни елемент у концепту. На пример, амерички аналитичари хладног рата, укључујући Џорџа Кенана, повезали су аутократску владавину совјетске владе са татарским утицајима током њене историје, а биографије руских лидера често су истицале њихове могуће азијске претке. Они су тврдили да азијски утицаји чине Русе, заједно с Кинезима, непоузданим.

## Критике концепта
Историчари различитих позадина критиковали су концепт царске аутократије у његовим различитим облицима. Њихове примедбе варирају од различитих имена модела који су превише нејасни, до његових хронолошких импликација (немогуће је Русију у разним вековима сматрати истом), као и до његовог садржаја (питање како се руска или „царска“ аутократија разликује од "редовне" аутократије или од европског апсолутизма по том питању).
Што се тиче суштине модела аутократије, о њој се озбиљно расправљало о њеном изједначавању са деспотизмом, њеном претпостављеном пореклу у монголској владавини, као и о њеном претпостављеном успону у средњовековној Московској земљи. На пример, марксистички совјетски научници били су забринути за пререволуционарни апсолутизам и идентификовали су бољарске елите и бирократију као своје стубове. На пример, Сергеј М. Троицки тврдио је да су руски монарси држали власт над племством што је било сведено на државну службу. Према Троицком, апсолутизам је у Русији био исти као и свуда. То је довело до тешког положаја унутар марксизма, јер се апсолутизам врти око институција и закона, који су у основи мање важни од социо-економске базе друштва. Ово поставља питање како апсолутизам може бити исти када социо-економске околности у Русији нису биле исте као и другде.
Да би се помирила не-социоекономска природа апсолутизма са марксистичком теоријом, совјетски научник Александар Н. Чистозвонов предложио је да се руска монархија групише са пруском и аустријском, формирајући комбинацију западноевропског апсолутизма и "оријенталног деспотизма". У очима Чистозвонова, ма који апсолутистички или аутократски елементи заиста били присутни у Русији, они нису били јединствени и не гарантују ексклузивну руску категоризацију.
Слично борећи се са марксистичким концепцијама, совјетски историчари Петр А. Заиончковски и његова студенткиња Лариса Г. Захарова фокусирали су се на важност политичких убеђења руских званичника и бирократа за објашњавање политичког одлучивања у деветнаестом веку. Показујући да држава није јединствена и моћна целина (којом командује економски доминантна класа) такође су се бавили уобичајеним (марксистичким) концепцијама руске аутократије. Иако су попут Троицког проучавали племство и бирократију (у каснијем периоду), Заиончковски и Захарова су осликали различиту слику положаја цара. Спојивши се са западним свештеницима попут Роберта Крумија, они су правили међузависност монарха и племства у пракси владавине.
Изван Русије и Совјетског Савеза, Ханс-Јоакхим Торке је између осталог покушао да се супротстави појму свемоћне аутократске државе указујући на међусобну зависност службених елита и државе (уводећи израз "друштво условљено државом"). Торке признаје да царство није обуздавало ниједан облик устава, али на пример истиче ограничења хришћанског морала и судских обичаја. Такозвана "америчка школа" из 1980-их и 1990-их залагала се за важну улогу елитних мрежа и њихову моћ на суду. Едвард Кинан је отишао још даље у свом добро познатом тексту о московској политичкој култури тврдећи да је цар био само марионета у рукама бољара који су управљали стварном моћи иза кулиса.
За друге, попут Дејвида Рансела и Паула Бушковитч-а, предалеко су од приказивања односа између цара и племства као што то чини Кинан, јер не цени њихову сложеност. Бушкович тврди да теоретски недостатак ограничења моћи цара није ирелевантан, и уместо тога тврди да је "кључно питање" где лежи стварна моћ. Према његовом мишљењу, то се може показати само политичком нарацијом догађаја. Равнотежу снага између цара, појединих бољара и царских фаворита Бушкович је ставио у средиште политичког одлучивања. Радећи то, Бушковитч је установио да је с једне стране релативна моћ цара варирала по монарху, а с друге стране да је племство све само не уједињено; равнотежа снага се мењала са сваким царом, као и порастом бољара, а у случају Петра I чак су се и више пута смењивали.
Чарлс Ј. Халперин упозорио је на ставове који превише лако тврде царство и превласт државе у политици или друштву. Иако признаје институционалне разлике између московске и западноевропске монархије, Халперин ипак наглашава да се те разлике не би требале сматрати апсолутним. Према његовом мишљењу, пракса владања, ствар људских интеракција, важнија је од теорије и апстракција.